# Hadena povera
Hadena povera là một loài bướm đêm trong họ Noctuidae.